# Jaguar XJR-11
El Jaguar XJR -11 és un automòbil de carreres sport prototip construït per l'empresa anglesa Jaguar entre 1989 i 1990per a la seva participació en el Campionat Mundial de Resistència, mentre que el seu cotxe germà, el XJR-10, es va presentar per competir en curses de la sèrie IMSA.
Posseïa motor V6 de 3,5 litres.

## Palmarès
- Una victòria en els 1000 km de Silverstone en 1990 amb els pilots Martin Brundle i Alain Ferté.

## Pilots de Jaguar XJR -11
- Martin Brundle[4]
- Alain Ferté[5]
- Jan Lammers[4]
- Patrick Tambay[6]
- Andy Wallace[4]